# 翠の髪のルミナ
『翠の髪のルミナ』（みどりのかみのルミナ）は、紅士マコトの漫画作品。ウェブコミック誌『FlexComixブラッド』で2007年10月31日より連載されているが、2008年3月更新の第5話を最後に休載が続いている。

## ストーリー
平凡な高校生・マサトは隣家に住む従姉妹のルミナと下校する途中、喫茶店に立ち寄っていた。ところが、ルミナは「急用を思い出した」と言ってマサトを置いて喫茶店を飛び出してしまう。
ルミナの様子が普段と違うことを不審に思いつつ帰宅したマサトは突然、自宅に上がり込んでいたルミナに銃を向けられる。そこへもう1人のルミナが現れ、自分の命を狙っていた方のルミナに弾丸を命中させると被弾したルミナは跡形も無く消失してしまう。
自分の従姉妹だと思っていたルミナ――「ルミナ1」は、実は未来世界から来たボディーガードだと正体を明かす。将来、医学界を揺るがす大発明を行うマサトの命を狙う刺客が未来世界から6体送り込まれ、マサトの目の前で消失したルミナ4は5体目の人造人間（エムノイド）なのだという。そして、残り1体のエムノイド・ルミナ2とルミナ1の決戦が始まるのだが…。

## 登場人物
マサト
これと言って秀でた所の無い平凡な高校生だが将来、医学界を揺るがす大発明をすることをルミナに知らされる。自分の従姉妹だと思っていたルミナ1と最後に生き残ったエムノイド・ルミナ2の決闘に疑問を抱いたことが発端で、ルミナ2を保護することになってしまう。
ルミナ1
マサトの隣家に住む従姉妹で幼馴染み、というのは偽の記憶で実際は医学界を揺るがす大発明をするマサトを未来世界からの刺客から守るために派遣されたエージェント。左利き。自分と同等の戦闘能力を持つエムノイド・ルミナ2〜7の消去を命じられていたが、マサトの説得で手負いのルミナ2を生かした罰としてルミナ2の監視役を命じられる。
ルミナ2（るぅ）
マサトの存在を消し去るために未来世界から送り込まれたエムノイドの1体。全て、オリジナルのルミナ1をベースにしたクローン人間であり、他にルミナ3〜7も存在したが全てルミナ1により抹消されている。
マサトの説得で抹消されずに済んだもののナビゲータの破損で未来世界へ戻ることは不可能になり、ルミナ1に代わってマサトの従姉妹として現代社会での生活を始めるものの、ルミナ1が未来世界からルミナ2の監視役として帰還した後は対外的にルミナの双子の妹「るぅ」と名乗っている。ルミナ1と異なり未来世界以外の時間軸の価値観に馴染みが薄いため、現代社会の価値観から見ると非常識に映る行動を取ることが多々ある。
木戸（きど）
マサトの友人。マサトと対照的に行動的な性格で、美少女に目が無い。